# Cabredo
Cabredo est une municipalité de la communauté forale de Navarre dans le Nord de l'Espagne.
Elle est située dans la zone linguistique mixte de la province et à 45 km de sa capitale, Pampelune. Le secrétaire de mairie est aussi celui de Aras, Genevilla, Lapoblación, Marañón et Aguilar de Codés.

## Toponyme
Apparemment le nom du village est clair et signifie le lieu des chèvres. Sans doute, étant composé du suffixe edo, Julio Caro Baroja propose une autre possibilité étymologique basée sur le mot latin capper ou capparis (Câprier), d'où capparedo ou capperedo → cabredo.

## Localités limitrophes
Genevilla au nord, Aguilar de Codés à l'est et Marañón au sud.

## Démographie
| Évolution démographique                                 | Évolution démographique | Évolution démographique | Évolution démographique | Évolution démographique | Évolution démographique | Évolution démographique | Évolution démographique | Évolution démographique | Évolution démographique | Évolution démographique |
| 1996                                                    | 1998                    | 1999                    | 2000                    | 2001                    | 2002                    | 2003                    | 2004                    | 2005                    | 2006                    | 2007                    |
| ------------------------------------------------------- | ----------------------- | ----------------------- | ----------------------- | ----------------------- | ----------------------- | ----------------------- | ----------------------- | ----------------------- | ----------------------- | ----------------------- |
| 130                                                     | 128                     | 128                     | 127                     | 122                     | 116                     | 115                     | 110                     | 103                     | 97                      | 104                     |
| Sources: Cabredo et instituto de estadística de navarra |                         |                         |                         |                         |                         |                         |                         |                         |                         |                         |

## Personnalités
- San Simeón Labrador: ermite et saint local.
- Baltasar Jaime Martínez de Compañón (1735-1797): Évêque au Pérou et en Colombie.

### Sources
- (es) Cet article est partiellement ou en totalité issu de l’article de Wikipédia en espagnol intitulé « Cabredo » (voir la liste des auteurs).